# Mirko Manzoni
Mirko Manzoni (* 1967 in Lugano) ist ein Schweizer Diplomat. Er war von 2019 bis 2023 persönlicher Gesandter des UN-Generalsekretärs für Mosambik. Seit November 2023 ist er Botschafter der Schweiz in Südafrika, Botswana, Eswatini, Lesotho, Mauritius und Namibia.

## Herkunft und Ausbildung
Mirko Manzoni absolvierte von 1989 bis 1996 ein Masterstudium der Architektur an der École polytechnique fédérale (EPFL) in Lausanne. An der Wirtschaftswissenschaftlichen Fakultät der Universität Lausanne erwarb er 2009 einen MBA mit dem Schwerpunkt Management und Unternehmensfinanzen.

## Karriere

### Rotes Kreuz
Von 2000 bis 2001 arbeitete Manzoni für das Internationale Komitee vom Roten Kreuz als Wasseringenieur im Irak, von 2002 bis 2004 als Koordinator für die Versorgung mit Wasser und Wohnraum in der Demokratischen Republik Kongo.

### Diplomatischer Dienst der Schweiz
Von 2004 an war Manzoni im Schweizer Aussenministerium für Auslandseinsätze im Kosovo (2004 bis 2008), in Polen und Malta (2008 bis 2012), und in Mali (2012 bis 2014) tätig. Im Jahre 2014 wurde er als Botschafter der Schweiz nach Mosambik entsandt. Von 2017 an vermittelte er als Chef-Mediator und Vorsitzender der Internationalen Kontaktgruppe im bewaffneten Konflikt zwischen der linksgerichteten mosambikanischen Regierung und der rechtsgerichteten Oppositionsbewegung Resistência Nacional Moçambicana (RENAMO). Er trug wesentlich zum Abkommen von Maputo über die endgültige Einstellung der militärischen Feindseligkeiten, Frieden und nationale Aussöhnung im August 2019 bei.

### Vereinte Nationen
Nach Planung des Schweizer Aussenministeriums sollte Manzoni nach seinem Einsatz in Mosambik auf einen Verwaltungsposten versetzt werden. Stattdessen ernannte ihn im Juli 2019 UN-Generalsekretär António Guterres zu seinem persönlichen Gesandten für Mosambik. Seine Aufgabe war dabei weiterhin, den Dialog zwischen Regierung und RENAMO zu fördern und das Friedensabkommen zwischen den Konfliktparteien wirksam werden zu lassen, die verbliebenen Renamo-Rebellen zu entwaffnen, demobilisieren und reintegrieren. Erschwert wurde die Situation dadurch, dass eine dem IS nahestehende Dschihadistengruppe den Norden Mosambiks terrorisiert. Die Provinz Cabo Delgado an der Grenze zu Tansania liegt in einer Region, die an einen strategischen Seeweg und riesige Gasreserven grenzt. Fast die Hälfte der Bevölkerung der Provinz Capo Delgado, etwa 850.000 Menschen, ist auf der Flucht, was eine dramatische humanitäre Krise darstellt. Im Oktober 2023 beendete er sein Mandat für die Vereinten Nationen.

### Botschafter im südlichen Afrika
Seit November 2023 kehrte er in den diplomatischen Dienst der Schweiz zurück und wurde Botschafter in Südafrika, Botswana, Eswatini, Lesotho, Mauritius und Namibia.

## Privates
Manzoni ist verheiratet und hat zwei Kinder. Er wohnt in Maputo.

## Publikationen
- El Santuario de San Lorenzo : historia y devoción en la quebrada de Tarapacá (siglos XIX–XX), 2009